# Quercus pacifica
Quercus pacifica — вид рослин з родини букових (Fagaceae); ендемік Каліфорнії, США.

## Опис
Росте здебільшого як чагарник, досягаючи двох метрів, але може також бути невеликим деревом до п'яти і більше метрів. Дерева дозрівають приблизно у віці 40 років і доживають приблизно до 80 років. Кора луската. Гілочки спочатку дрібно коричневі запушені, стають сірими й голими. Листки стійкі або напівстійкі, 1.5–4 × 0.7–2 см, від довгастих до зворотно-яйцюватих; край цілий або зубчастий; верхівка округла; основа широко клиноподібна (молоді листки мають тенденцію до округлої основи); зверху блискучий зелений; знизу з притиснутими зірчастими волосками; ніжка листка злегка запушена, 2–5 мм завдовжки. Квітне навесні. Жолуді парні або поодинокі в пазусі листя, майже сидячі; горіх світло-коричневий, гостро-циліндричний або веретеноподібний, звужений, (15)20–30 × (6)9–15 мм, верхівка гостра; чашечка глибиною до 15 мм і 20 мм завширшки, охоплює лише 1/4–1/2 горіха.

## Середовище проживання
Ендемік трьох Каліфорнійських Канальних островів: Санта-Крус, Каталіна та Санта-Роза, США.
Населяє чапаралі, дубові рідколісся, межі луків, підлісок у закритих соснових деревостанах. Росте на висотах 0–300 м.